# DB2
DB2 là một trong các dòng phần mềm quản trị cơ sở dữ liệu quan hệ của IBM (RDBMS: relational Database Management System). Có nhiều phiên bản khác nhau của DB2 để chạy trên các loại máy tính từ thiết bị cầm tay đến các máy tính lớn (mainframe). Ở những Công ty nhỏ thường gặp nhất là phiên bản DB2 Enterprise Server Edition hoặc DB2 Data Warehouse Edition (DB2 DWE), chạy trên các máy chủ Unix, Windows hoặc Linux. Tuy nhiên khi nói đến DB2, phần đông người ta đều nghĩ đến DB2 for Z/OS, phiên bản DB2 nguyên thủy chạy trên máy mainframe IBM được phát hành từ năm 1982. Trên các máy nhỏ phần đông người ta hãy sử dụng RDBMS Oracle vì DB2 chỉ xuất hiện trên máy nhỏ cuối thập niên 1990.
DB2 sử dụng ngôn ngữ SQL để đọc và viết thông tin vào dữ liệu.
IBM DB2 Enterprise Server Edition là một hệ quản trị cơ sở dữ liệu quan hệ được phát triển bởi IBM. DB2 được dùng chủ yếu trên Unix (thường gọi AIX), Linux, IBM i (trước đây là OS/400), z/OS and Windows servers. DB2 cũng hỗ trợ đắc lực IBM InfoSphere Warehouse khác. Song song với DB2 là một hệ quản trị cơ sở dữ liệu quan hệ khác: Informix, được IBM phát hành năm 2001.
1. Lịch sử
2. Phiên bản
3. Cạnh tranh với các hệ quản trị cơ sở dữ liệu khác
4. Thông tin kĩ thuật
5. Lỗi xữ lí
6. Nhóm người dùng
7. Xem thêm
8. Liên hệ
9. Liên kết ngoài

DB2 có một lịch sử lâu dài, và nhiều người nghĩ rằng, đây là sản phẩm về cơ sở dữ liệu sử dụng SQL dầu tiên (SQL cũng được phát triển bởi IBM) mặc dù Oracle đã phát hành một sản phẩm cơ sở dữ liệu thương mại SQL hơi sớm hơn so với IBM.
Tên DB2 lần đầu tiên được đặt cho hệ quản trị cơ sở dữ liệu (HQT CSDL) vào năm 1983 khi IBM phát hành bản DB2 đầu tiên chạy trên nền của mainframe MVS (Multiple Virtual Storage) nền tảng máy tính lớn. Trước đó, đã có một sản phẩm tương tự được đặt tên là SQL/DS chạy trên nền máy ảo. Trên nền System 38 trước đó cũng có một HQT CSDL quan hệ. Hệ quan hệ, hay System R, là một nguyên mẫu được nghiên cứu phát triển trong những năm 1970. Khởi điểm thứ hai của DB2 bắt đầu lại vào đầu những năm 1970 khi EF Codd, làm việc cho IBM, đã mô tả lý thuyết về cơ sở dữ liệu quan hệ và trong tháng 6 năm 1970 xuất bản các mô hình thao tác dữ liệu. Để áp dụng mô hình Codd, cần một ngôn ngữ cơ sở dữ liệu quan hệ mà ông đặt tên Alpha. Vào thời điểm đó IBM đã không tin tưởng vào tiềm năng mô hình quan hệ của Codd, để lại công việc cho một nhóm các lập trình viên không thuộc giám sát của Codd, nhóm này đã vi phạm một số nguyên tắc cơ bản trong mô hình quan hệ của Codd, kết quả là cho ra đời ngôn ngữ truy vấn cấu trúc tiếng Anh (Structured English Query Language) hoặc SEQUEL. Khi IBM phát hành sản phẩm cơ sở dữ liệu quan hệ đầu tiên, họ cũng muốn có một "Siêu ngôn ngữ" với chất lượng thương mại, do đó, nó kiểm tra toàn bộ SEQUEL và đổi tên ngôn ngữ truy vấn hệ thống (System Query Language) SQL để phân biệt nó với SEQUEL.
Khi Informix mua Illustra và biến cơ sở dữ liệu của họ thành CSDL quan hệ SQL hướng đối tượng bằng cách giới thiệu Universal Server của họ, Oracle và IBM cũng đi theo hướng này và đã thay đổi HQT CSDL của họ cho phù hợp với CSDL quan hệ hướng đối tượng. Năm 2001, IBM đã mua lại Informix và trong những năm sau kết hợp công nghệ Informix vào bộ sản phẩm DB2. Hôm nay, DB2 về mặt kĩ thuật có thể được coi là một CSDL quan hệ hướng đối tượng.
Trong nhiều năm, DB2 đã được độc quyền có sẵn trên máy tính lớn của IBM như là một CSDL vơi đầy đủ đủ chức năng. Sau đó, IBM mang DB2 đến các nền tảng khác, bao gồm cả OS/2, UNIX và Windows server, sau đó là Linux (bao gồm cả Linux trên zSeries) và PDA. Quá trình này diễn ra trong năm 1990. Những cảm hứng cho phiên bản máy tính lớn của kiến trúc của DB2 đến một phần từ IBM DL/I và IBM IMS, hai cơ sở dữ liệu phân cấp. DB2 cũng được nhúng trong i5/OS cho hệ điều hành IBM System i (iSeries, trước đây là AS/400), và các phiên bản có sẵn cho z/VSE và z/VM.
Một phiên bản trước đó đã trở thành DB2 LUW (Linux, Unix, Windows) là một phần của một phiên bản mở rộng của OS/2 được gọi là Database Manager. IBM đã nhiều lần mở rộng các chức năng của Database Manager,...